# 學姐與我
《學姐與我》是日本輕小說作家沖田雅所著，日柳紙捻繪製插畫的輕小說，曾獲得電擊小說大賞銀賞，刊行於電擊文庫。台灣中文版由尖端出版社代理發行。

## 故事大綱
山城一是凰林高校的一年級新生。入學幾天之後，在社團活動介紹會上對凰林神秘現象研究會（通稱OMR）的學姐平賀翼一見鍾情。於是他加入了OMR，每天幫學姐作便當，積極地接觸學姐。兩人的感情逐漸加溫，約定在12月24日一起前往探索幽浮。沒想到兩人卻被外星人綁架解剖，更因為外星人的疏忽而交換了大腦……於是，交換性別的兩人便開始了他們的故事……

## 登場人物
- 山城一（山城一（やましろ はじめ））
- 平賀翼（平賀つばさ（ひらが つばさ））
- 川村秀則（川村秀則（かわむら ひでのり））
- 山田真太郎（山田真太郎（やまだ しんたろう））
- 歐拉藍斯（オーラ＝レーンズ）

## 已出版的小說一覽
- 學姐與我 1 ISBN 9789571038469（中文）ISBN 4840226121（日文）